# Ministero della scienza, della ricerca e della tecnologia
Il Ministero della Scienza, della Ricerca e della Tecnologia è il dicastero del governo della Repubblica Islamica dell'Iran preposto alla supervisione di tutto ciò che riguarda l'istruzione superiore, la scienza, la ricerca scientifica e la tecnologia.

## Storia
Il dicastero è nato nel 2000, sotto la presidenza Khatami dalle ceneri del Ministero della Cultura e dell'Istruzione superiore.